# فرمان (قانون)

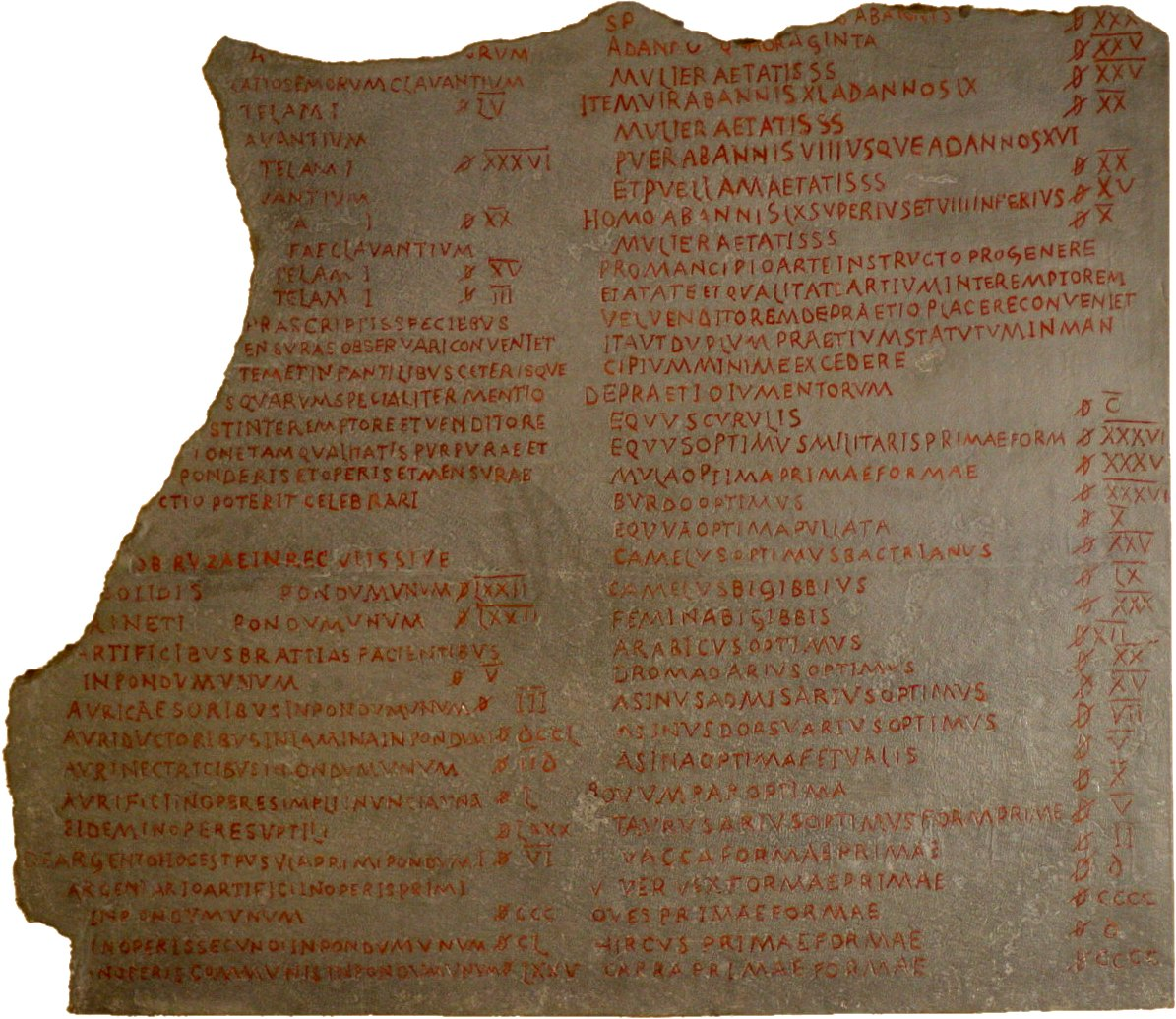
یک دست نوشته قدیمی در ارتباط با مفهوم فرمان (قانون)

فرمان (انگلیسی: Edict) فرمان یا اعلامیه یک قانون، که اغلب با پادشاهی همراه است، اsjیک فرمان دست نوشته قدیمی که مرطبما می‌تواند تحت هر مقام رسمی باشد. مترادف‌ها عبارتند از «دستور» "Dictum" و «بیانیه» "Pronouncement".